# Carlo Colombo (architetto)
Carlo Colombo (Carimate, 18 agosto 1967) è un architetto e designer italiano.

## Biografia
Carlo Colombo nasce a Carimate nel 1967. 
Nel 1993 consegue la laurea in Architettura presso il Politecnico di Milano. Tra i suoi docenti c’è il designer e architetto Achille Castiglioni (1918-2002)  che sarà uno degli ispiratori della sua attività professionale, influenzata anche dai lavori del tedesco Mies van der Rohe (1886-1969),. Con una macchina fotografica Polaroid Colombo fotografa Achille Castiglioni in una serie di scatti oggi custoditi presso la Fondazione Achille Castiglioni.
Nel 1991, al quarto anno della facoltà di Architettura, progetta il letto Kyoto che attira l’attenzione di Giulio Cappellini, talent scout nel panorama del design internazionale; il letto viene presentato al Salone Internazionale del Mobile 1992. Inizia la sua carriera, dedicandosi soprattutto al design e al marketing del prodotto industriale, alla grafica e agli allestimenti, collaborando con i migliori brand del design italiano, come: Antonio Lupi, Artemide, Bentley Home, Bugatti Home, Cappellini, Elie Saab Maison, Faber, Flexform, Flou, Franke, Giorgetti, Olivari, Penta light, Poliform, Sahrai, Trussardi Casa.
Il suo lavoro, inizialmente focalizzato su design e architettura di interni, si estende progressivamente al settore delle costruzioni in Italia e all’estero. Nel 2004 è premiato come designer dell’anno; nel 2009 vince un concorso internazionale per la progettazione delle due torri multifunzionali ad Abu Dhabi. Dal 2011 insegna progettazione presso la De Tao Masters Academy di Pechino e tiene lezioni e conferenze in numerosi Paesi in tutto il mondo. Oltre al design di prodotto e arredamento Colombo cura mostre e lavora come consulente e direttore artistico. 
Nel 2013 fonda a Lugano, con Paolo Colombo, lo studio di architettura A++, che si occupa di interni e progetti di architettura su larga scala in tutto il mondo, con studi a Lugano, Zurigo, New York, Miami, Dubai.
I suoi progetti sono stati esposti a Parigi, al Weserburg Museum für moderne Kunst di Brema nel 1995, al Museo delle arti decorative di Colonia nel 1996 e al MARCA, Museo delle Arti di Catanzaro nel 2017.
Nel 2016 disegna la Poltrona 784, poi prodotta in nove esemplari ed esposta nel 2016 alla Triennale di Milano con la presentazione di Vittorio Sgarbi.
Nel 2019, vince il prestigioso Wallpaper* Design Award nella categoria Best Dip Dye per la sua gamma di lavabi 'Albume' per AntonioLupi. Nel 2022, conquista nuovamente il Wallpaper* Design Award, per la categoria Best Sleeper Hits, con il letto 'Vibe' realizzato per Giorgetti. Nell’edizione del 2021 partecipa al progetto Quirinale Contemporaneo con la lampada ‘Glo’ realizzata per Penta Light.
A giugno del 2022 pubblica la monografia intitolata "Carlo Colombo Industrial Design", a cura di Maria Vittoria Capitanucci, edita da Rizzoli. Questo libro racconta lo sfaccettato universo di un progettista in bilico tra passionalità e razionalità.

## Realizzazioni
- The Blade[14], Carlo Colombo e Richard Orlinski, poltrona scultura
- Setteottoquattro (784)[15], poltrona scultura
- Raspberry[16], poltrona scultura
- Ball[17], poltrona scultura

## Premi e riconoscimenti
- 2004 Designer of the Year, Tokyo  [18]
- 2005 Elle Decor International Design Award [19]
- 2008 Elle Decor International Design Award [19]
- 2009 Good Design Award [19]
- 2010 Elle Decor International Design Award [19]
- 2011 Elle Decor International Design Award [19]
- 2012 Red Dot Design Award [19]
- 2014 Red Dot Design Award [19]
- 2014 Interior Innovation Award [20]
- 2014 London Design Award [21]

- 2015 Red Dot Design Award [19]
- 2014 Red Dot Design Award [19]
- 2015 iF Product Design Award [21]
- 2016 Italian Excellences [22]
- 2016 Elle Decor International Design Award [19]
- 2016 IDA International Design Awards [23]
- 2017 International Design Award, Los Angeles [24]
- 2017 Nomina Cavaliere dal Consolato Italiano in Svizzera [25]
- 2018 APDC*IDA – Excellence Design Awards [26]
- 2019 Wallpaper* Design Award [10]

- 2019 European Product Design Award [27]
- 2019 The Executive Award [28]
- 2021 Best of the Best by Robb Report [29]
- 2021 Quirinale Contemporaneo edizione 2021 [30][31]
- 2022 Wallpaper* Design Award [11]